# San Antonio Valley AVA
San Antonio Valley AVA (anerkannt seit dem 8. Juni 2006) ist ein Weinbaugebiet im US-Bundesstaat Kalifornien. Das Gebiet liegt im Osten des Verwaltungsgebiet Santa Clara County im San Antonio Valley. Weinbau hat im San Antonio Valley schon seit 1771 Tradition, als ein erster Weinberg in der Nähe einer Missionsstation angelegt wurde. San Antonio Valley hat ein sehr warmes Klima und wird durch die im Westen liegenden Santa Lucia Mountains geschützt. Vom Norden her kommend können kühlende Meeresbrisen der Monterey Bay das Gebiet abkühlen und der künstlich aufgestaute Lake San Antonio moderiert das Klima zusätzlich. Vergleichbar ist das Klima mit der großen Paso Robles AVA und das Gebiet ist bekannt für Rebsorten, die überwiegend aus dem Bordeaux und der Rhône in Frankreich stammen.